# Lola Arias
Lola Arias, née le 3 décembre 1976 à Buenos Aires, est une actrice de cinéma et de théâtre, écrivaine, dramaturge, auteure-compositeure-interprète et réalisatrice argentine.

## Biographie
Sa pièce "Mi vida después" traite des séquelles de la dictature militaire argentine. Dans cette pièce, six jeunes adultes explorent leur enfance et la vie de leurs parents pendant la dictature. La pièce fut jouée à Paris au Théâtre de la Ville, place du Châtelet en décembre 2011.

## Filmographie
Actrice
- 2002 : Potestad
- 2003 : Cien pesos
- 2005 : La Prisoniera

## Pièces de théâtre
- 2016 : Campo minado / Champ de mines
- Mi vida después (Ma vie après) (2009)
- Airports Kids (coproduction avec le théâtre Vidy de Lausanne pour le festival d'Avignon de 2008)
- Trilogia (2007)
  - Striptease, traduction française de Denise Laroutis
  - Sueño con revolver (Rêve avec revolver, traduction française de Denise Laroutis)
  - El amor es un francotirador (L'amour est un franc tireur, traduction française de Denise Laroutis)
- Chacara Paraiso (2007) (Paradis Chacara)
- Temporariamente agotado (2005) (Temporairement épuisé)
- Poses para dormir (2004)
- El si de las ninas (2004)
- Estudio sobre la memoria amorosa (2003) (Étude sur la mémoire affectueuse)
- La escualida familia (2001) (La famille sordide)

## Musique
- El amor es un francotirado (2008) (avec Ulises Conti)